# Open Internacional de Valencia 2022 - Doppio
Ysaline Bonaventure e Ekaterine Gorgodze erano le detentrici del titolo, ma Bonaventure ha scelto di non partecipare. Gorgodze ha fatto coppia con Irina Bara, ma sono state sconfitte da Aliona Bolsova e Rebeka Masarova in semifinale.
In finale Bolsova e Masarova hanno sconfitto Aleksandra Panova e Arantxa Rus con il punteggio di 6-0, 6-3.

## Teste di serie
1. Irina Bara /  Ekaterine Gorgodze (semifinale)

1. Aleksandra Panova /  Arantxa Rus (finale)

## Wildcard
1. Ángela Fita Boluda /  Leyre Romero Gormaz (quarti di finale)

## Tabellone

### Legenda
| - Q = Qualificato - WC = Wild card - LL = Lucky loser | - ALT = Alternate - SE = Special Exempt - PR = Protected Ranking | - w/o = Walkover - r = Ritirato - d = Squalificato |

|  | Quarti di finale | Quarti di finale              | Quarti di finale              | Quarti di finale | Quarti di finale |  |  | Semifinali | Semifinali              | Semifinali           | Semifinali                    | Semifinali                    |   |   | Finale | Finale                         | Finale                         | Finale | Finale |  |
|  |                  |                               |                               |                  |                  |  |  |            |                         |                      |                               |                               |   |   |        |                                |                                |        |        |  |
|  | 1                | I Bara E Gorgodze             | I Bara E Gorgodze             | 6                | 6                |  |  |            |                         |                      |                               |                               |   |   |        |                                |                                |        |        |  |
|  |                  | D Parry Q Zheng               | D Parry Q Zheng               | 0                | 4                |  |  | 1          | I Bara E Gorgodze       | I Bara E Gorgodze    | 4                             | 3                             |   |   |        |                                |                                |        |        |  |
|  |                  | A Bolsova R Masarova          | A Bolsova R Masarova          | 6                | 6                |  |  |            | A Bolsova R Masarova    | A Bolsova R Masarova | 6                             | 6                             |   |   |        |                                |                                |        |        |  |
|  | WC               | Á Fita Boluda L Romero Gormaz | Á Fita Boluda L Romero Gormaz | 2                | 4                |  |  |            |                         |                      |                               |                               |   |   |        | Aliona Bolsova Rebeka Masarova | Aliona Bolsova Rebeka Masarova | 6      | 6      |  |
|  |                  | B Gumulya Y-c Hsieh           | B Gumulya Y-c Hsieh           | 3                | 3                |  |  |            |                         | 2                    | Aleksandra Panova Arantxa Rus | Aleksandra Panova Arantxa Rus | 0 | 3 |        |                                |                                |        |        |  |
|  |                  | A Dețiuc M Kolodziejová       | A Dețiuc M Kolodziejová       | 6                | 6                |  |  |            | A Dețiuc M Kolodziejová | 4                    | 7                             | [8]                           |   |   |        |                                |                                |        |        |  |
|  |                  | A Potapova J Sizikova         | A Potapova J Sizikova         | 5                | 4                |  |  | 2          | A Panova A Rus          | 6                    | 5                             | [10]                          |   |   |        |                                |                                |        |        |  |
|  | 2                | A Panova A Rus                | A Panova A Rus                | 7                | 6                |  |  |            |                         |                      |                               |                               |   |   |        |                                |                                |        |        |  |